# Parco Talenti
Parco Talenti è un parco del Comune di Roma nel quartiere Monte Sacro Alto, o Talenti, da cui prende il nome. Si estende per circa 53 ettari e rappresenta uno spazio verde di rilevanza per il quartiere, essendo il più grande parco del quartiere, superando il Parco della Cecchina e il Parco delle Mimose. A nord-est passa via Casal Boccone, a nord la pizzeria Al Ferro, mentre nella zona più meridionale, si trova l'I.C. Renato Fucini, il Palafucini e il capolinea di autobus di Largo Pugliese.